# 1941 na ciência

## Eventos
- Edward Lawrie Tatum a George Wells Beadle demonstram que os genes são codificados por proteína (ver Dogma central da biologia molecular)

## Nascimentos
| Data            | Nome                     | Profissão                                                | Nacionalidade                         | Observações | Ref                                                    |
| --------------- | ------------------------ | -------------------------------------------------------- | ------------------------------------- | --- | ------------------------------------------------------ |
| 7 de janeiro    | John Ernest Walker       | químico                                                  | Reino Unido                           | Nobel de Química 1997 | [ 1 ]                                                  |
| 11 de janeiro   | David A. Evans           | químico                                                  | Estados Unidos                        | Prémio ACS por Trabalho Criativo em Química Sintética Orgânica 1982 Medalha Lavoisier (SCF) 1994 Prémio Remsen 1996 Prémio Tetrahedron 1998 Medalha e Dissertação Prelog 1999 Prémio Arthur C. Cope 2000 Prémio Willard Gibbs 2005 Prémio Ryōji Noyori 2006 Prémio Roger Adams 2013 | [ 2 ] [ 3 ] [ 4 ] [ 5 ] [ 6 ] [ 7 ] [ 8 ] [ 9 ] [ 10 ] |
| 24 de janeiro   | Alain Colmerauer         | cientista                                                | França                                | |                                                        |
| 7 de fevereiro  | Leslie Lamport           | cientista de computação                                  | Estados Unidos                        | |                                                        |
| 10 de fevereiro | David Parnas             | cientista de computação                                  | Estados Unidos                        | m. 2008 |                                                        |
| 19 de fevereiro | David Gross              | físico                                                   | Estados Unidos                        | Nobel da Física 2004 Medalha Dirac 1988 | [ 11 ] [ 12 ]                                          |
| 14 de março     | Michael Berry            | físico e matemático                                      | Reino Unido                           | |                                                        |
| 26 de março     | Richard Dawkins          | biólogo                                                  | Reino Unido                           | |                                                        |
| 29 de março     | Joseph Hooton Taylor Jr. | físico                                                   | Estados Unidos                        | Nobel da Física 1993 | [ 11 ]                                                 |
| 22 de abril     | Amir Pnueli              | cientista de computação                                  | Israel                                | m. 2009 Prémio Turing 1996 | [ 13 ]                                                 |
| 28 de abril     | Barry Sharpless          | químico                                                  | Estados Unidos                        | Nobel de Química 2001 | [ 1 ]                                                  |
| 31 de maio      | Louis Ignarro            | farmacologista                                           | Estados Unidos                        | Nobel de Fisiologia ou Medicina 1998 | [ 14 ]                                                 |
| 15 de junho     | Hagen Kleinert           | físico                                                   | Alemanha                              | |                                                        |
| 23 de junho     | Ivor Grattan-Guinness    | historiador da matemática                                | Reino Unido                           | |                                                        |
| 1 de julho      | Alfred Gilman            | farmacologista e bioquímico                              | Estados Unidos                        | Nobel de Fisiologia ou Medicina 1994 Prémio Albert Lasker de Pesquisa Médica Básica 1989 | [ 14 ] [ 15 ]                                          |
| 14 de julho     | Gérard Férey             | químico                                                  | França                                | m. 2017 Medalha de Ouro CNRS 2010 Medalha Lavoisier (SCF) 2013 | [ 16 ] [ 3 ]                                           |
| 9 de agosto     | Alfred Aho               | cientista de computação                                  | Canadá                                | |                                                        |
| 4 de setembro   | Marilena Chaui           | filósofa e educadora                                     | Brasil                                | |                                                        |
| 9 de setembro   | Dennis Ritchie           | cientista de computação                                  | Estados Unidos                        | Prémio Turing 1983 | [ 13 ]                                                 |
| 10 de setembro  | Stephen Jay Gould        | biólogo e divulgador científico                          | Estados Unidos                        | m. 2002 |                                                        |
| 30 de outubro   | Theodor Hänsch           | físico                                                   | Alemanha                              | Nobel da Física 2005 | [ 11 ]                                                 |
| 19 de novembro  | Richard B. Kemp          | investigador                                             | Reino Unido da Grã-Bretanha e Irlanda | Medalha Lavoisier (ISBC) 1992 | [ 17 ]                                                 |
| 1 de dezembro   | Federico Faggin          | físico                                                   | Itália                                | Prémio Kyoto (Technologia avançada) 1997 | [ 18 ]                                                 |
| 6 de dezembro   | Bertrand Halperin        | físico                                                   | Estados Unidos                        | |                                                        |
| ??              | Richard Martin West      | astrónomo                                                | Dinamarca                             | |                                                        |
| ??              | António Bracinha Vieira  | médico psiquiatra, antropólogo e professor universitário | Portugal                              | |                                                        |
| ??              | Alberto Romão Dias       | engenheiro químico                                       | Portugal                              | m. 2007 |                                                        |

## Mortes
| Data            | Nome                    | Profissão                      | Nacionalidade                         | Observações                                                                                 | Ref                         |
| --------------- | ----------------------- | ------------------------------ | ------------------------------------- | ------------------------------------------------------------------------------------------- | --------------------------- |
| 10 de janeiro   | Issai Schur             | matemático                     | Alemanha                              | n. 1875                                                                                     |                             |
| 11 de janeiro   | Emanuel Lasker          | jogador de xadrez e matemático | Alemanha                              | n. 1868                                                                                     |                             |
| 3 de fevereiro  | Georg Prange            | matemático                     | Alemanha                              | n. 1885                                                                                     |                             |
| 19 de fevereiro | Jacques Curie           | físico                         | França                                | n. 1855                                                                                     |                             |
| 21 de fevereiro | Frederick Grant Banting | médico e cientista             | Canadá                                | n. 1891 Nobel de Fisiologia ou Medicina 1923                                                | [ 14 ]                      |
| 11 de abril     | Albert Charles Seward   | botânico e geólogo             | Reino Unido da Grã-Bretanha e Irlanda | n. 1863 Medalha Murchison 1908 Medalha Real 1925 Medalha Wollaston 1930 Medalha Darwin 1934 | [ 19 ] [ 20 ] [ 21 ] [ 22 ] |
| 13 de abril     | Annie Jump Cannon       | astrónoma                      | Estados Unidos                        | n. 1863                                                                                     | [ 23 ]                      |
| 7 de maio       | James Frazer            | antropólogo                    | Reino Unido da Grã-Bretanha e Irlanda | n. 1854                                                                                     |                             |
| 1 de junho      | Kurt Hensel             | matemático                     | Alemanha                              | n. 1861                                                                                     |                             |
| 1 de junho      | Hans Berger             | neurologista                   | Alemanha                              | n. 1873                                                                                     |                             |
| 15 de junho     | Otfrid Foerster         | neurologista                   | Alemanha                              | n. 1873                                                                                     |                             |
| 3 ou 4 de julho | Włodzimierz Stożek      | matemático                     | Polónia                               | n. 1883                                                                                     |                             |
| 4 de julho      | Antoni Łomnicki         | matemático                     | Polónia                               | n. 1881                                                                                     |                             |
| 11 de julho     | Arthur Evans            | arqueólogo                     | Reino Unido da Grã-Bretanha e Irlanda | n. 1851                                                                                     |                             |
| 12 de julho     | Stanisław Ruziewicz     | matemático                     | Polónia                               | n. 1889                                                                                     |                             |
| 25 de julho     | Alfred Pringsheim       | cientista e um matemático      | Alemanha                              | n. 1850                                                                                     |                             |
| 26 de julho     | Henri Lebesgue          | matemático                     | França                                | n. 1875                                                                                     |                             |
| 14 de agosto    | Paul Sabatier           | químico                        | França                                | n. 1854 Nobel de Química 1912                                                               | [ 1 ]                       |
| 18 de novembro  | Walther Nernst          | físico-químico                 | Alemanha                              | n. 1864 Nobel de Química 1920                                                               | [ 1 ]                       |
| 11 de dezembro  | Charles Émile Picard    | matemático                     | França                                | n. 1856 Prémio Poncelet 1886                                                                |                             |
| 29 de dezembro  | Tullio Levi-Civita      | matemático                     | Itália                                | n. 1873 Medalha Sylvester 1922                                                              | [ 24 ]                      |

## Prémios

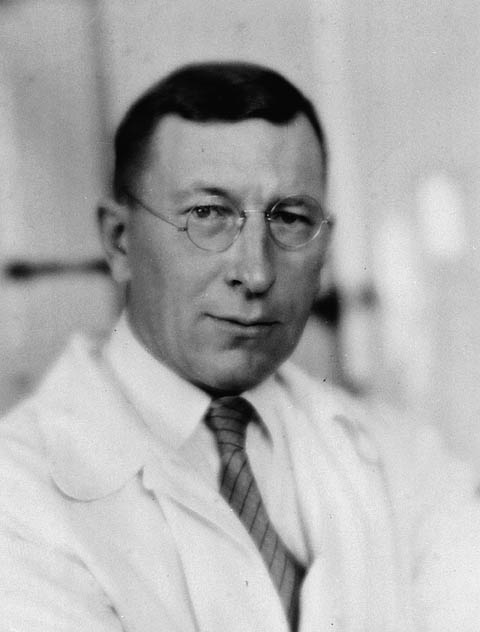
Frederick Grant Banting
(1891 - 1941)

Medalha Bigsby
- Cyril James Stubblefield[25]

Medalha Bruce
- Joel Stebbins[26]

Medalha Copley
- Thomas Lewis[27]

Medalha Davy
- Henry Drysdale Dakin[28]

Medalha Hughes
- Nevill Francis Mott[29]

Medalha Penrose
- Norman Levi Bowen[30]

Medalha Real
- Ernest Kennaway[20] e Edward Arthur Milne[20]

Prémio Nobel
- Física - não atribuído.
- Química - não atribuído.
- Medicina - não atribuído.